# Chiesa di San Michele Arcangelo (Racalmuto)
La chiesa di San Michele Arcangelo, anche detta chiesa del Collegio, è un luogo di culto cattolico di Racalmuto. 
Edificata attorno al XVII secolo, è stata restaurata nel 1808 per volontà della famiglia Tulumello. 
Custodisce inoltre le spoglie del barone Giuseppe Saverio Tulumello.

## Storia
La chiesa fu fondata nel 1642 grazie alla disposizione testamentaria del Sacerdote Gerlando Morreale, che designò la chiesa "B. S. Michele Arcangelo" come propria erede particolare.
Nel 1649, seppur incompleta, ospitò la Congregazione delle anime Sante del Purgatorio, la quale nel 1797 fu sfrattata e la chiesa stessa venne interdetta a causa delle precarie condizioni edilizie. 
All'inizio del XIX secolo, la chiesa fu riedificata per volontà della nobile famiglia Tulumello, alla condizione che fosse destinata esclusivamente al Collegio di Maria, fondato nel 1792: il 12 novembre 1808, essa ricevette la benedizione inaugurale. 

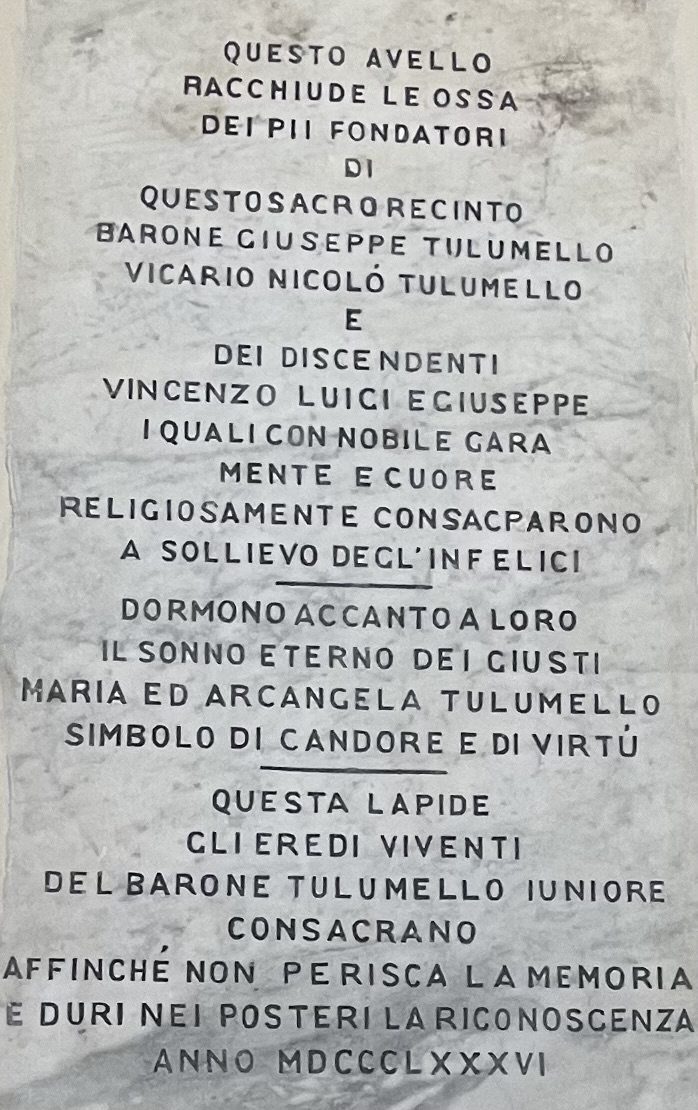
Lapide posta nel 1886, dietro la quale sono racchiuse le spoglie del barone Giuseppe Saverio Tulumello e degli altri fondatori della chiesa

Numerosi i miglioramenti; di nota il rifacimento della pavimentazione in marmo e la costruzione della cappella del Sacro Cuore di Gesù, nonché degli altari in legno dedicati a San Michele Arcangelo, al SS. Crocifisso e all'Assunta. Le spoglie dei fondatori furono tumulate all'interno dello stesso edificio.

## Descrizione
La facciata della chiesa, divisa in due piani trabeati, presenta un portale ad arco al centro del piano inferiore, racchiuso tra lesene laterali e sormontato da un timpano triangolare ed una grande finestra.
Il piano superiore presenta con un frontone a gradini, all'interno del quale sono inserite tre bifore ad arco che ospitano altrettante campane. 
Strutturalmente, la chiesa presenta una muratura portante con impianto planimetrico rettangolare a navata unica e abside circolare. L'accesso è facilitato da una gradinata esterna a due rampe contrapposte, protetta da una ringhiera in ferro artisticamente decorata.
L'interno dell'edificio, a navata unica con volta a botte, è arricchito da affreschi del pittore Galiotto raffiguranti San Michele Arcangelo, il Cristo risorto e la Madonna Annunziata. Sui lati del soffitto, medaglioni contengono dipinti dei quattro evangelisti, Mosè e il profeta Isaia. L'altare maggiore, situato nella parete absidale, è in marmi policromi ed ospita una statua del Sacro Cuore di Gesù all'interno di una nicchia. 
Vi sono inoltre custoditi una statua lignea di San Michele Arcangelo risalente al '700, un Crocifisso del XVI secolo proveniente dalla locale chiesa di Sant'Antonio, un dipinto del sacrificio di Sant'Agata, ed un dipinto della Sacra Famiglia di autore incerto.

## Galleria d'immagini

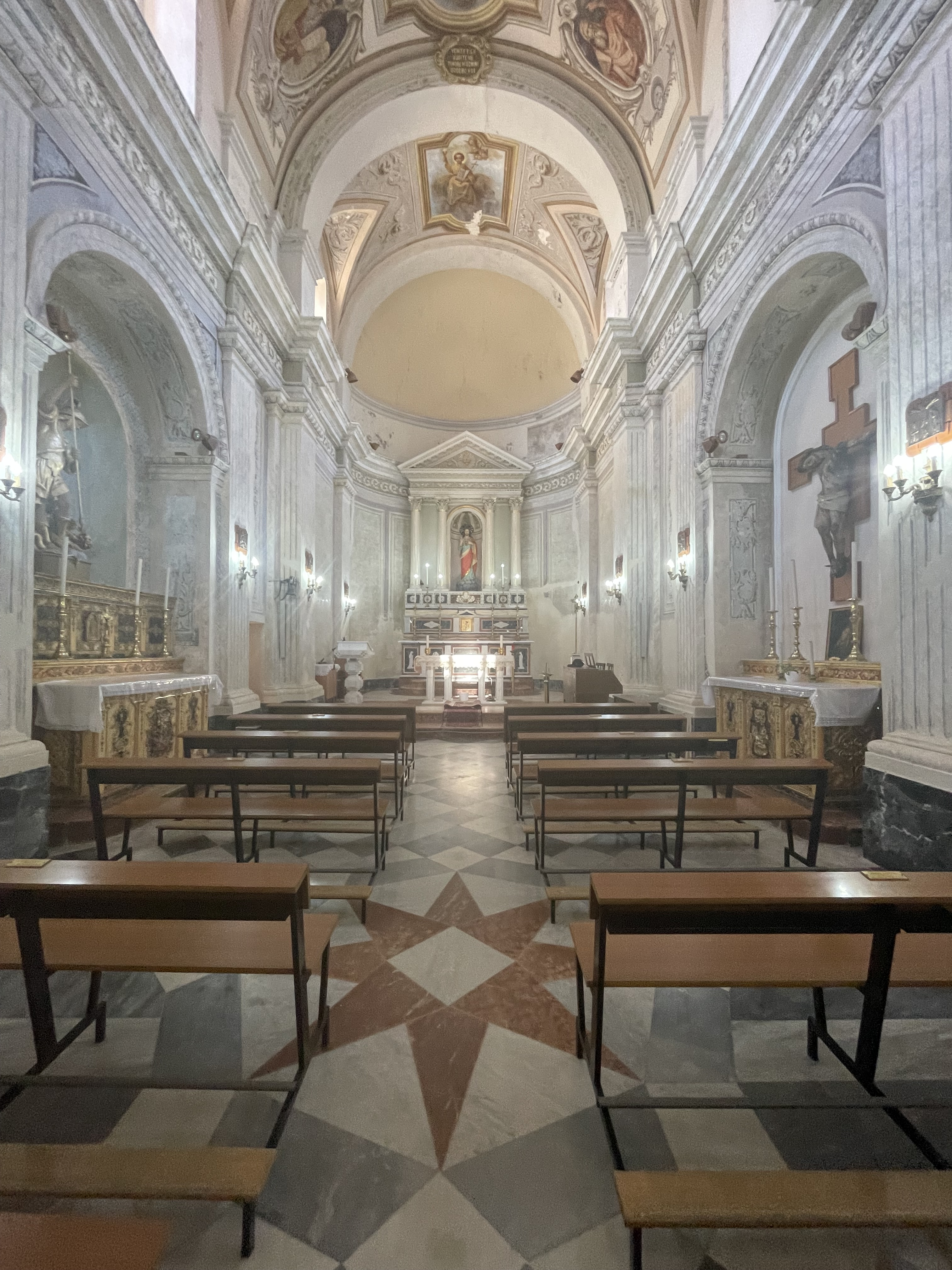
L'interno della chiesa

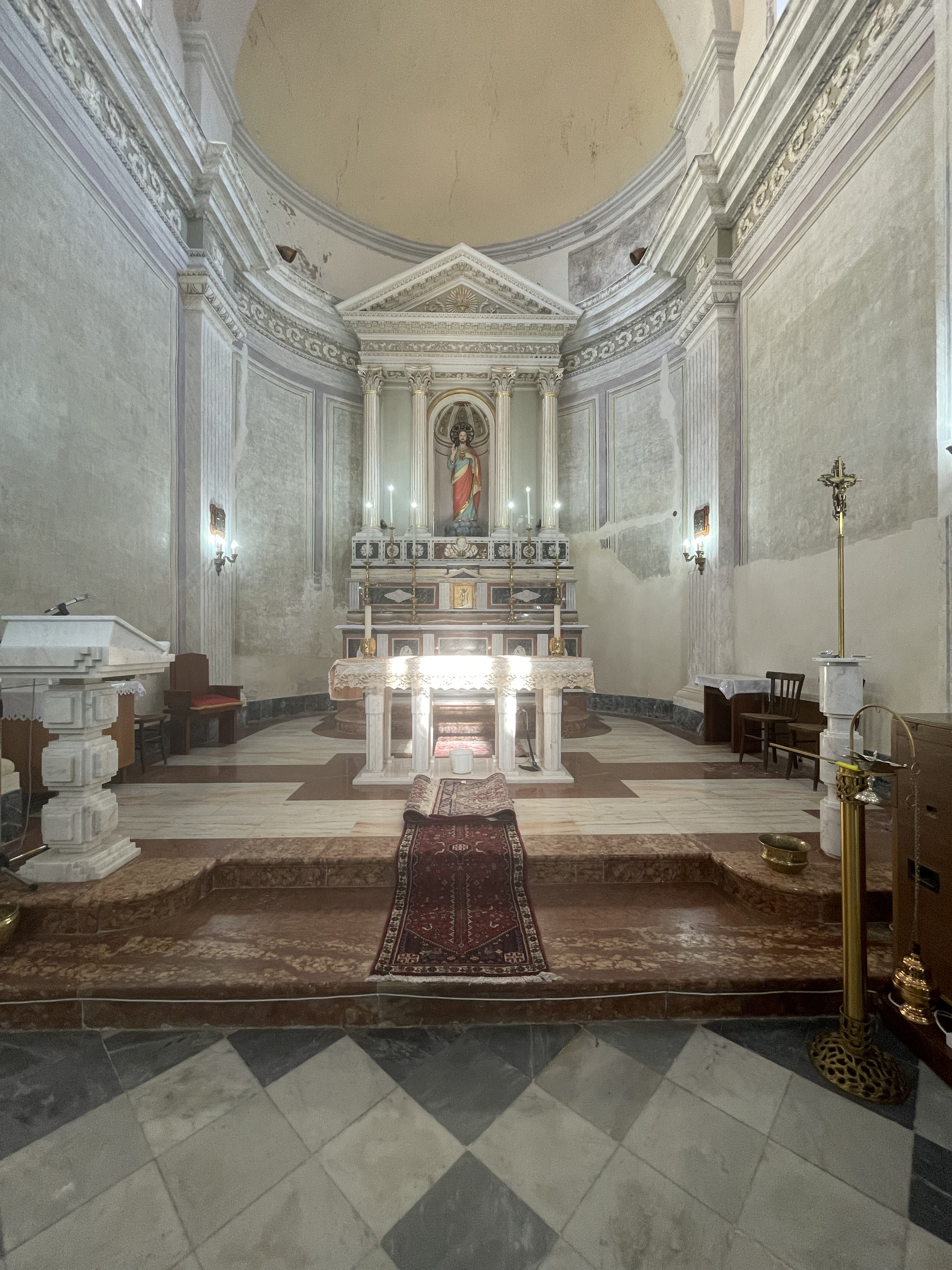
L'altare della chiesa, in marmi policromi

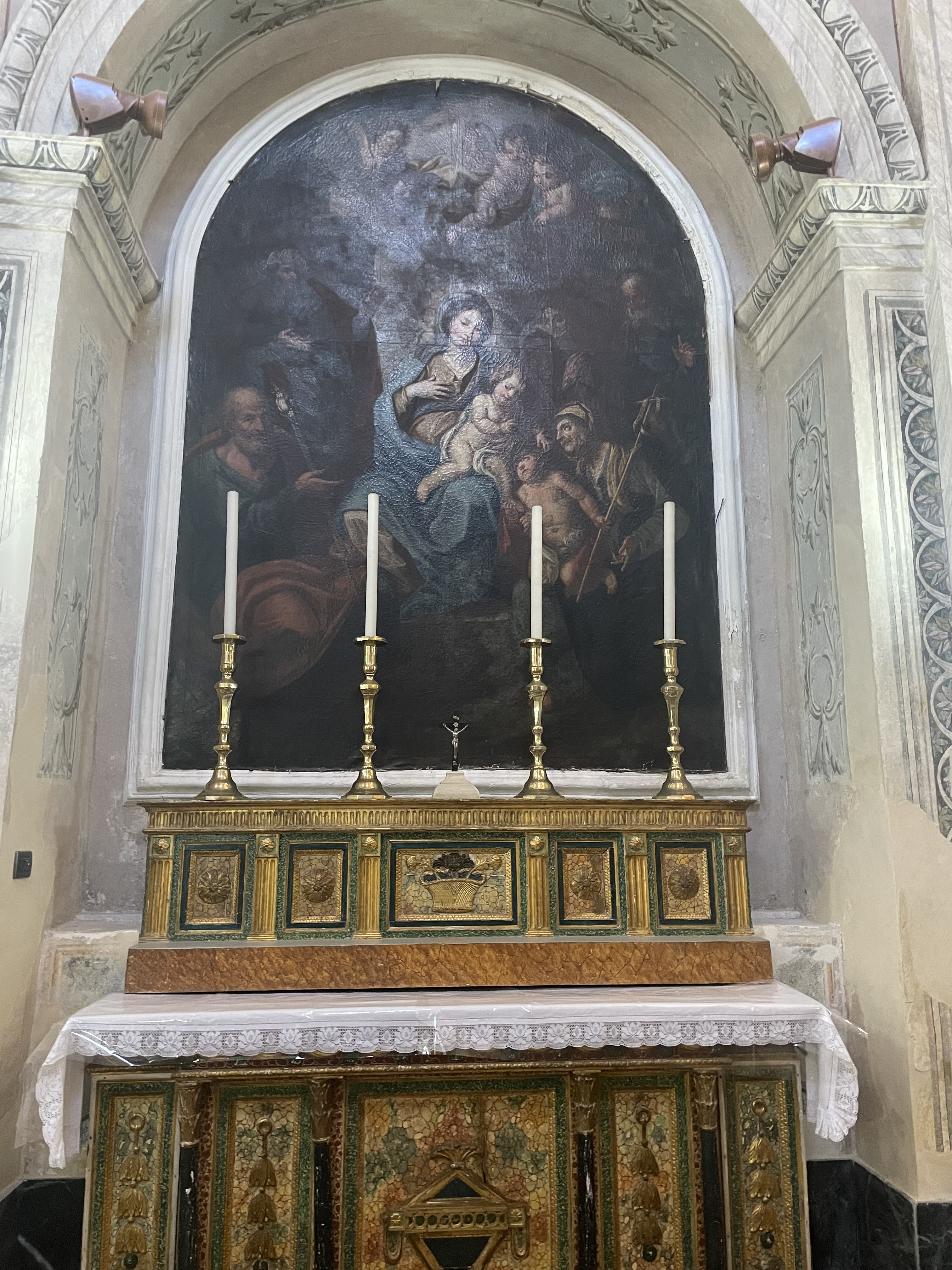
Pala d'altare raffigurante la Madonna

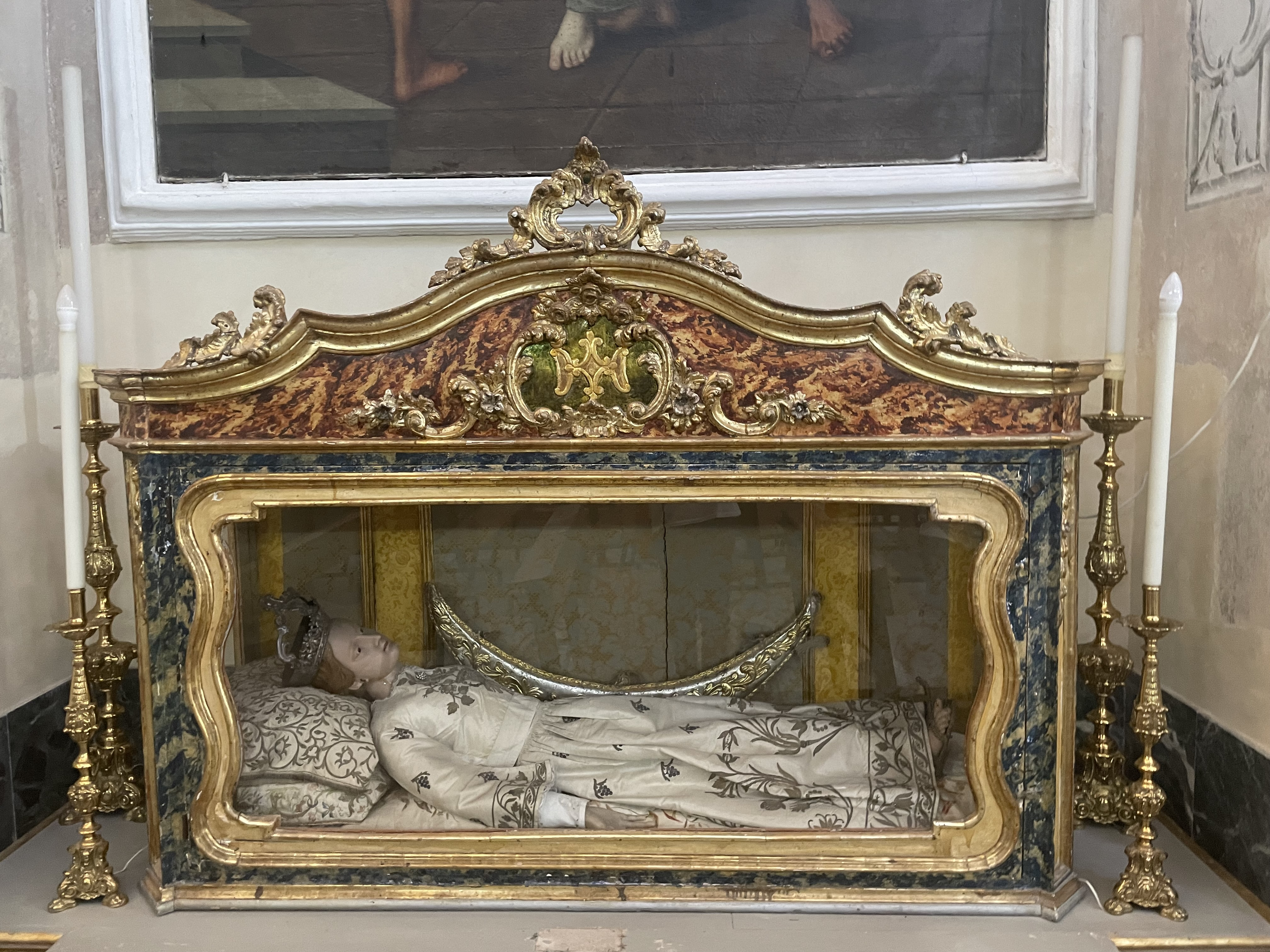
La statua lignea di San Michele, ignota fattura

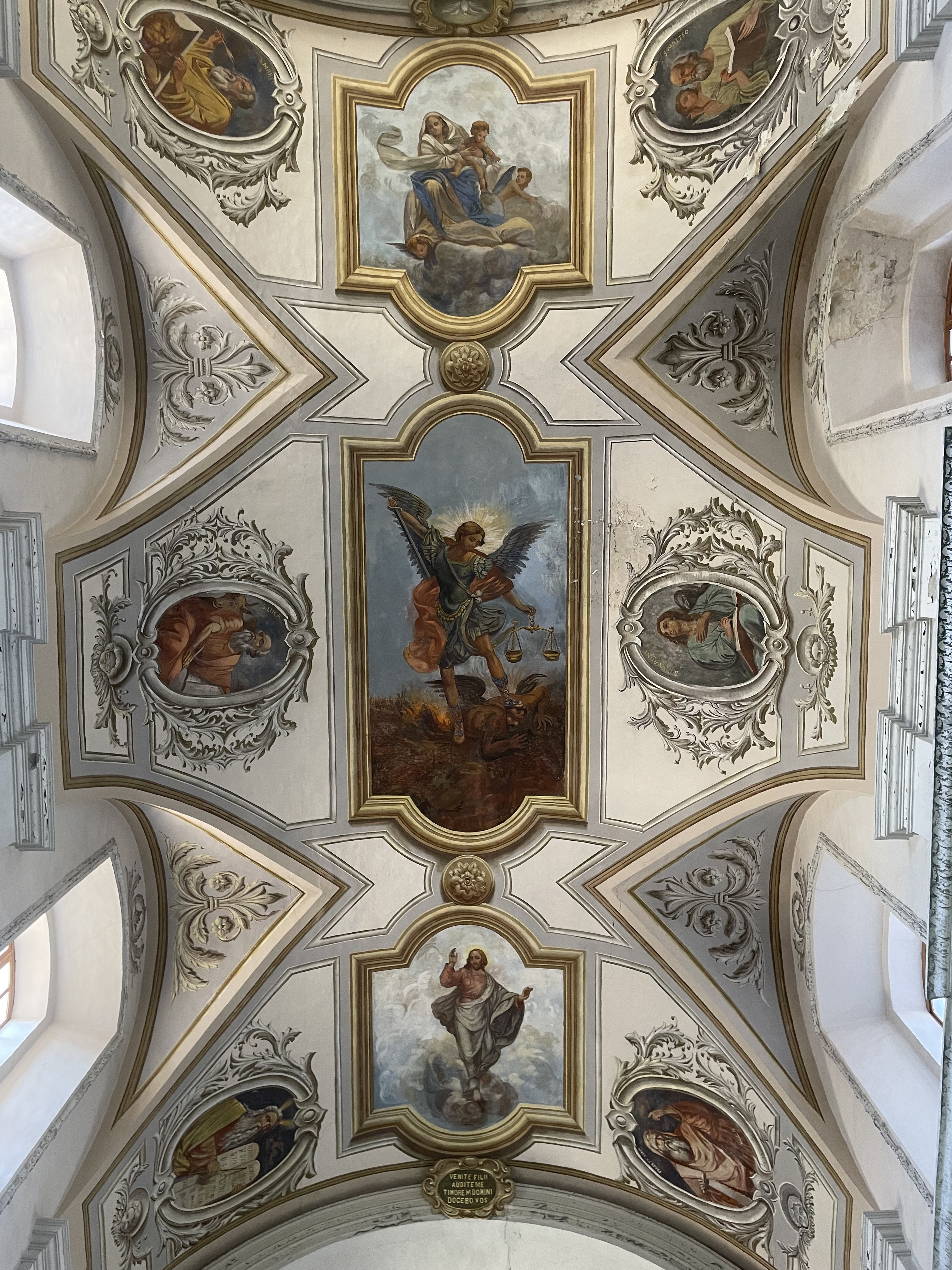
Affreschi della volta, dipinti dal pittore Galiotto

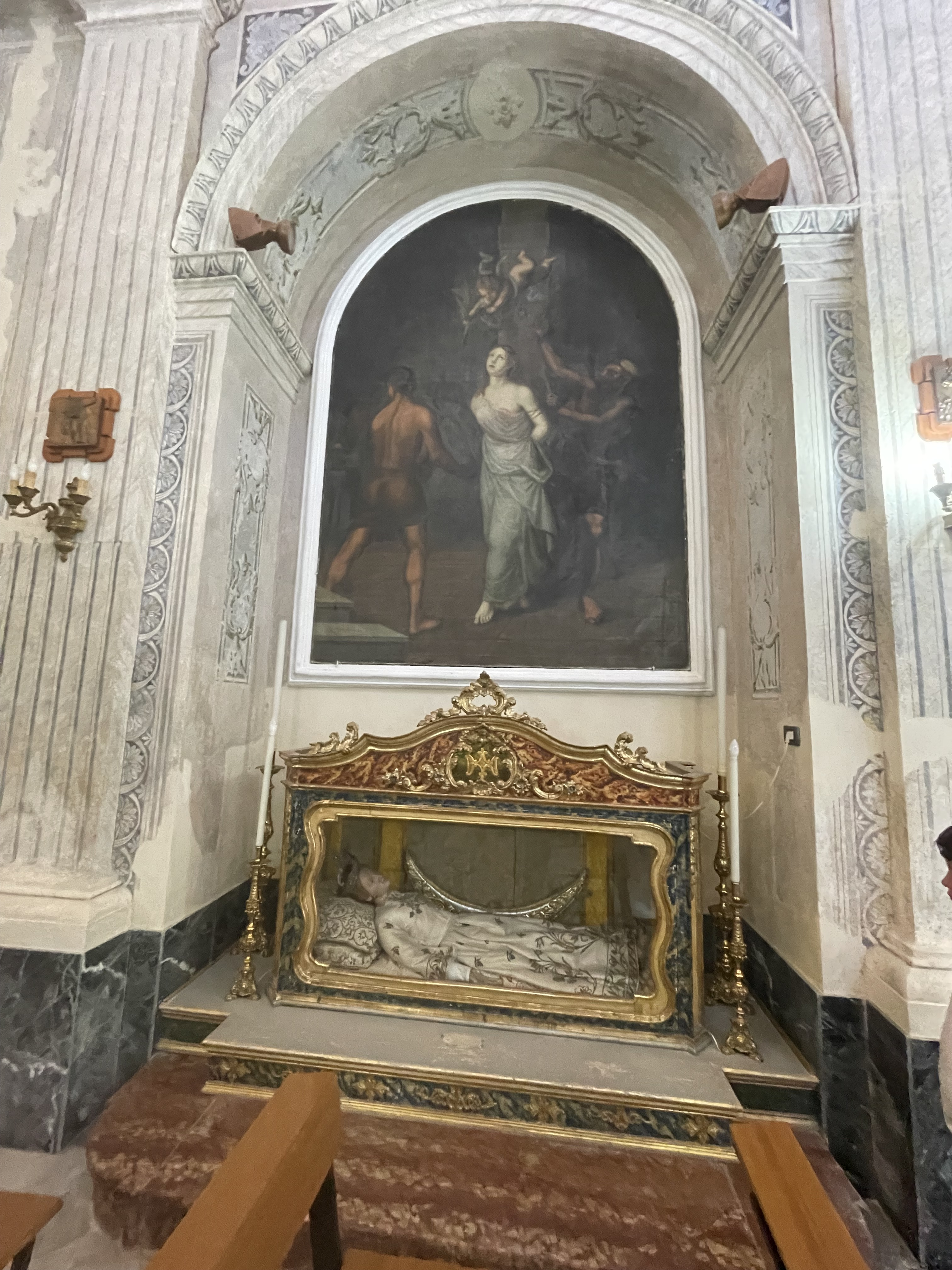
Pala d'altare raffigurante il martirio di Sant'Agata

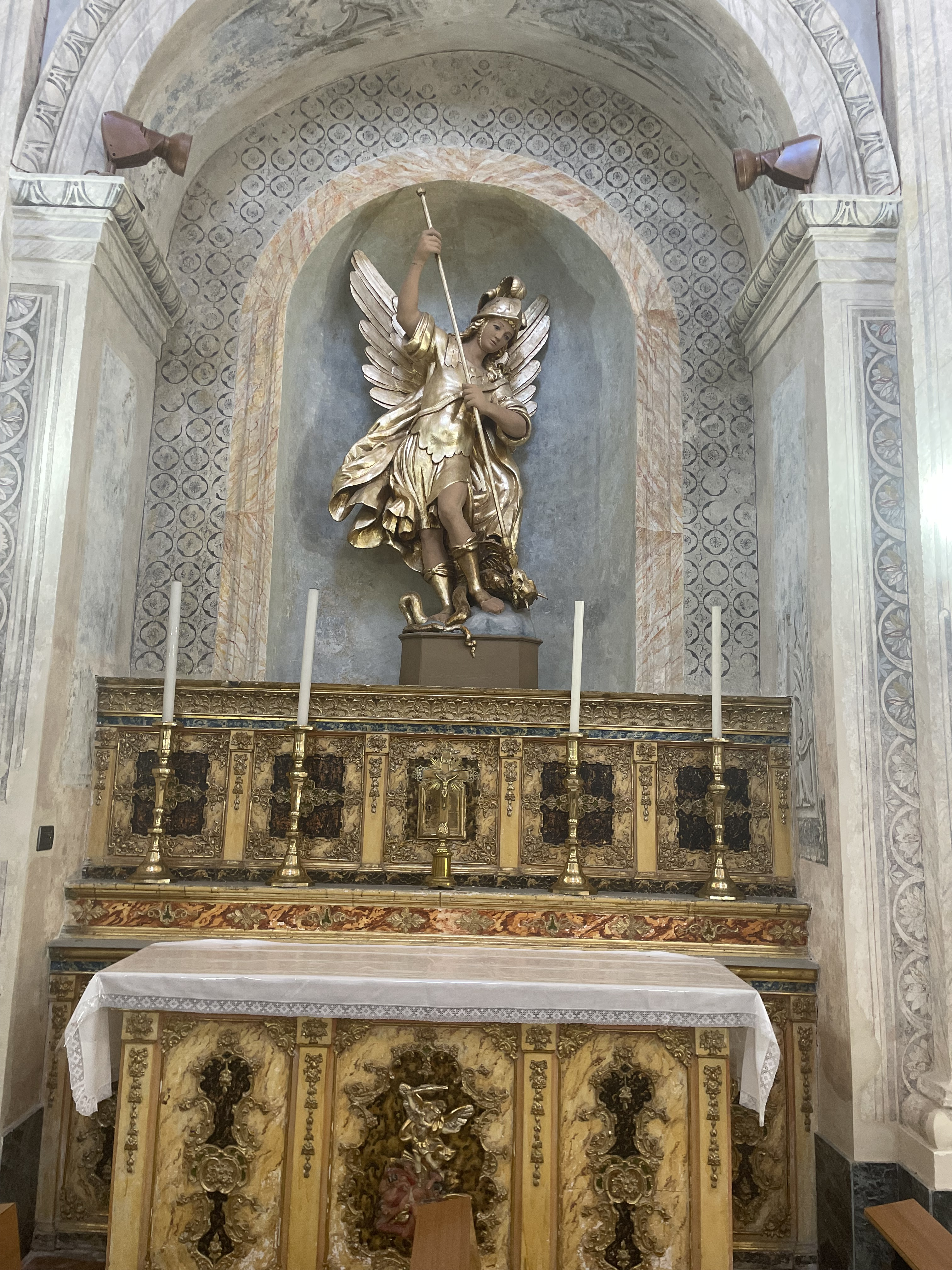
La statua lignea di San Michele Arcangelo